# Herb gminy Jordanów Śląski
Herb gminy Jordanów Śląski – symbol gminy Jordanów Śląski, ustanowiony 2 kwietnia 1993.

## Wygląd i symbolika
Herb przedstawia na tarczy w polu pomarańczowym srebrnego barana, wpisanego w zieloną literę „J”. Baran nawiązuje do kultury jordanowskiej i jej najsłynniejszego znaleziska (tzw. barana jordanowskiego), a litera do nazwy gminy. 

## Historia
Herb gminy ustanowiony w 1993 nie spełnia zasad heraldyki – niepoprawnie przedstawiony baran, błędnie wpisana litera, zły krój tarczy oraz użycie koloru pomarańczowego. W związku z tym 31 marca 2009 rada gminy przyjęła nowy projekt herbu, autorstwa Michała Marciniaka-Kożuchowskiego. Do dziś, mimo uchylenia poprzedniej uchwały, obowiązuje jednak wizerunek herbu z 1993. 